# Carlos González (cestista 1947)
Carlos Alberto González, detto Gallego (Chivilcoy, 4 marzo 1947 – La Plata, 27 maggio 2012), è stato un cestista argentino.

## Carriera
Con l'Argentina ha disputato i Campionati mondiali del 1974.